# Caryophyllia stellula
Caryophyllia stellula is een rifkoralensoort uit de familie Caryophylliidae. De wetenschappelijke naam van de soort is voor het eerst geldig gepubliceerd in 1998 door Cairns.